# Tmarus latifrons
Tmarus latifrons là một loài nhện trong họ Thomisidae.
Loài này thuộc chi Tmarus. Tmarus latifrons được Tord Tamerlan Teodor Thorell miêu tả năm 1895.